# Pieciuny (przystanek kolejowy)
Pieciuny (biał. Пецюны, ros. Петюны) – przystanek kolejowy w pobliżu miejscowości Pieciuny, na granicy rejonów werenowskiego i lidzkiego, w obwodzie grodzieńskim, na Białorusi. Leży na linii Równe – Baranowicze – Wilno.